# 1,4-二氨基-2,3-二氢蒽醌
1,4-二氨基-2,3-二氢蒽醌（也称为溶剂紫47，Solvent violet 47）是一种有机化合物，化学式C14H12N2O2，与分散红9（1-甲氨基蒽醌）共同用作彩色烟雾的配方，它可由分散紫1（1,4-二氨基蒽醌）与连二亚硫酸钠反应生成。